# Pendragon (banda)

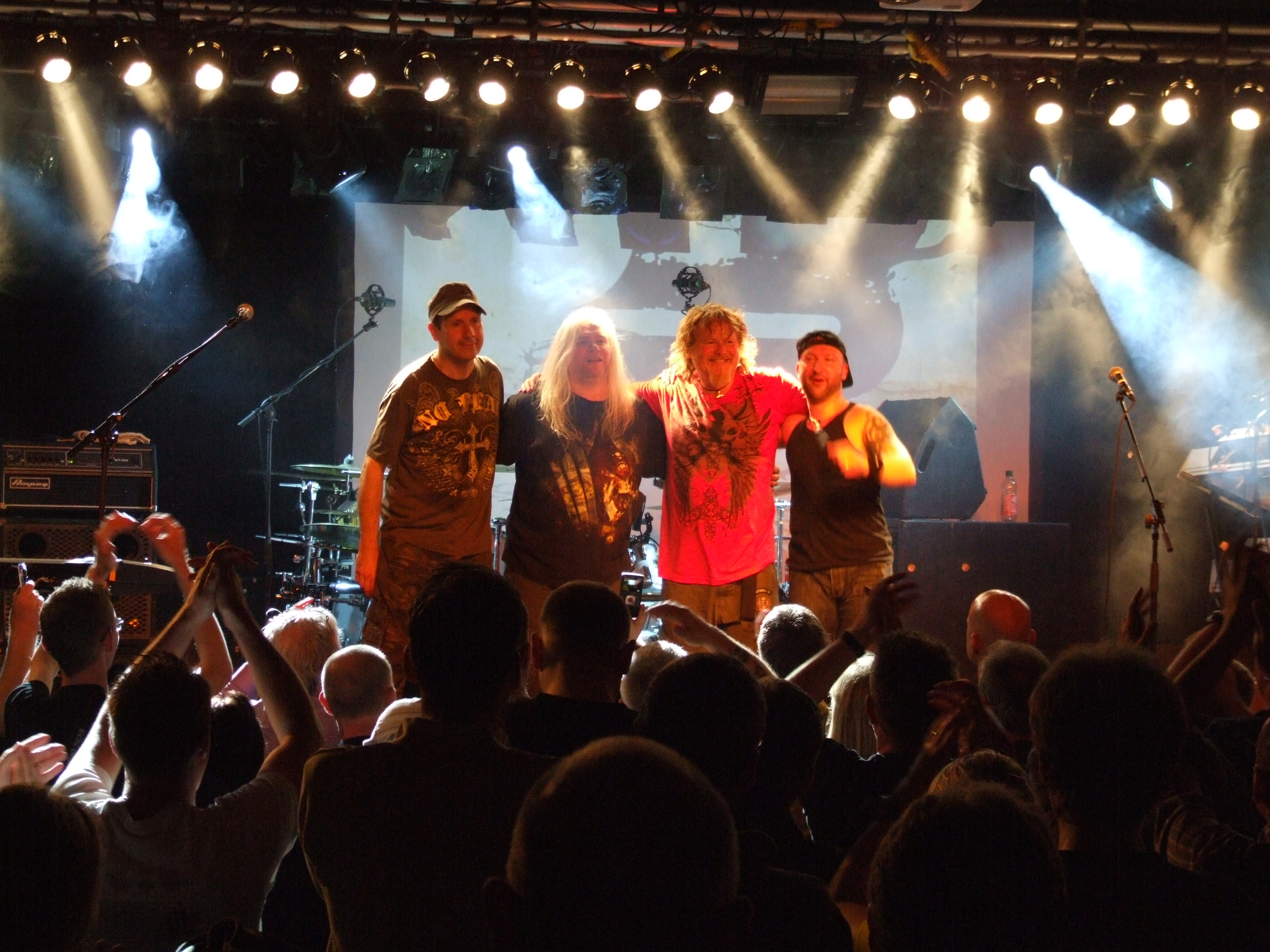
Pendragon, 2010, Aschaffenburg

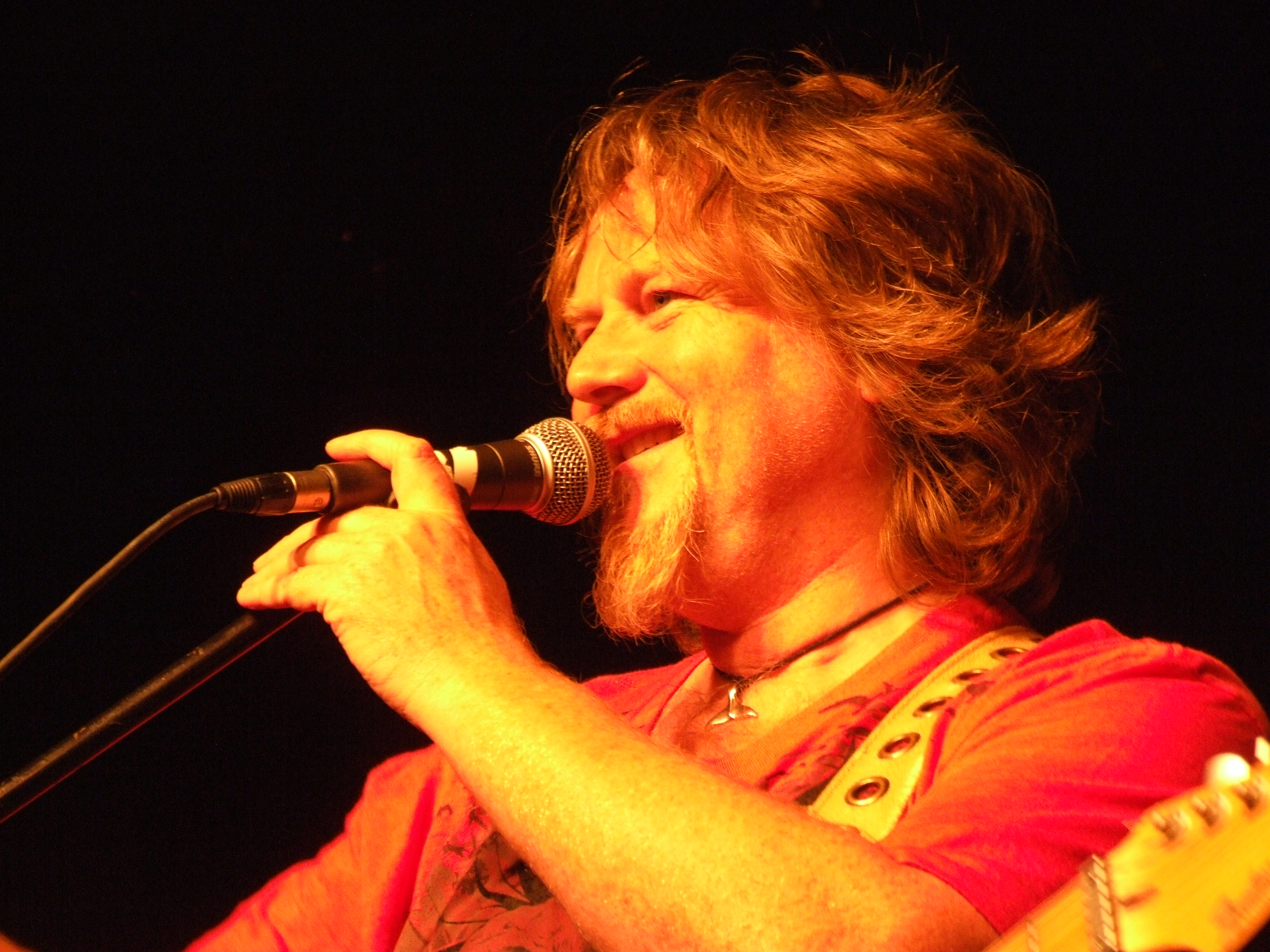
Nick Barrett, guitarra e vocal, 2010 em Aschaffenburg, Colos-Saal

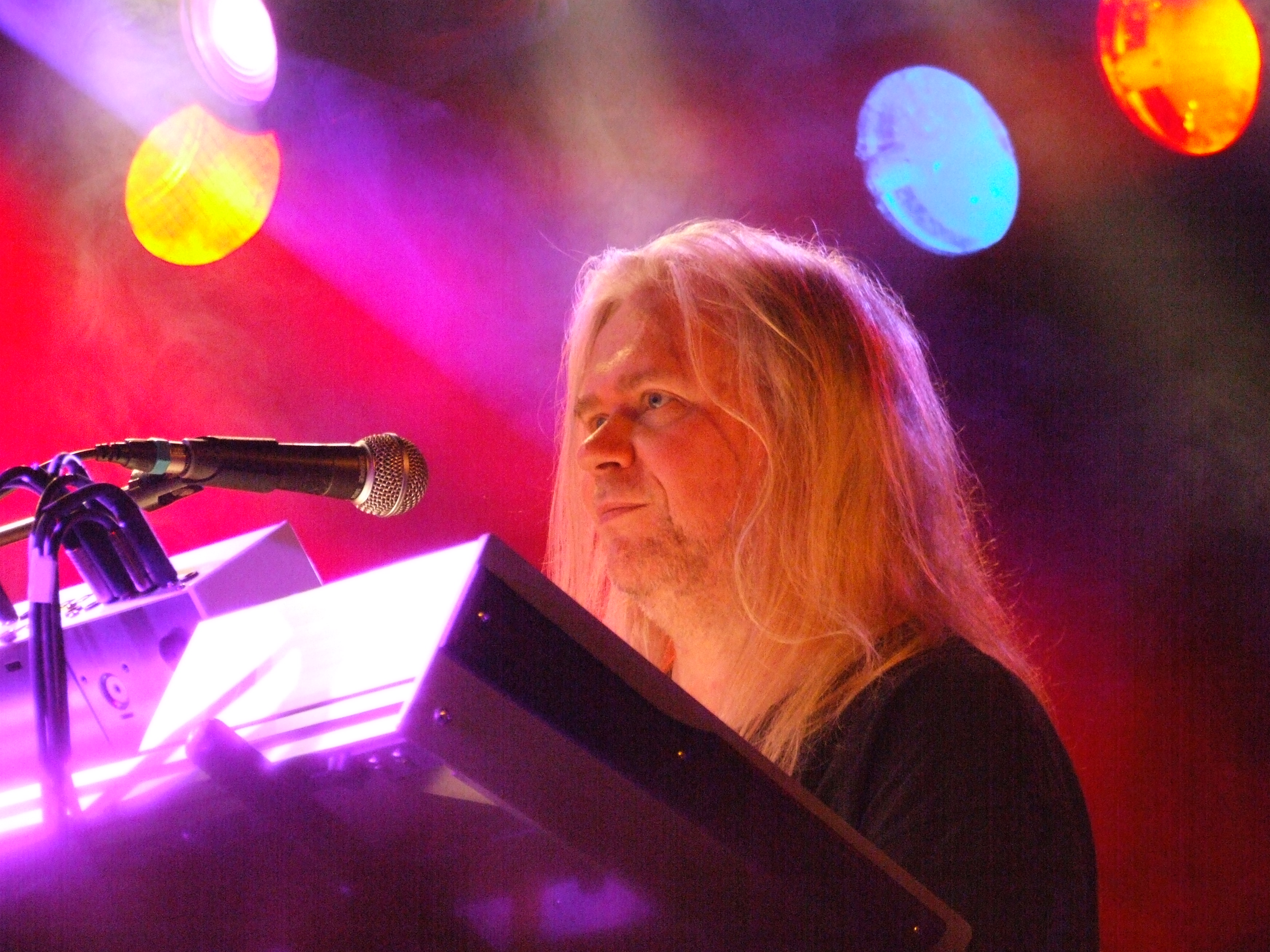
Clive Nolan, teclado, 2010

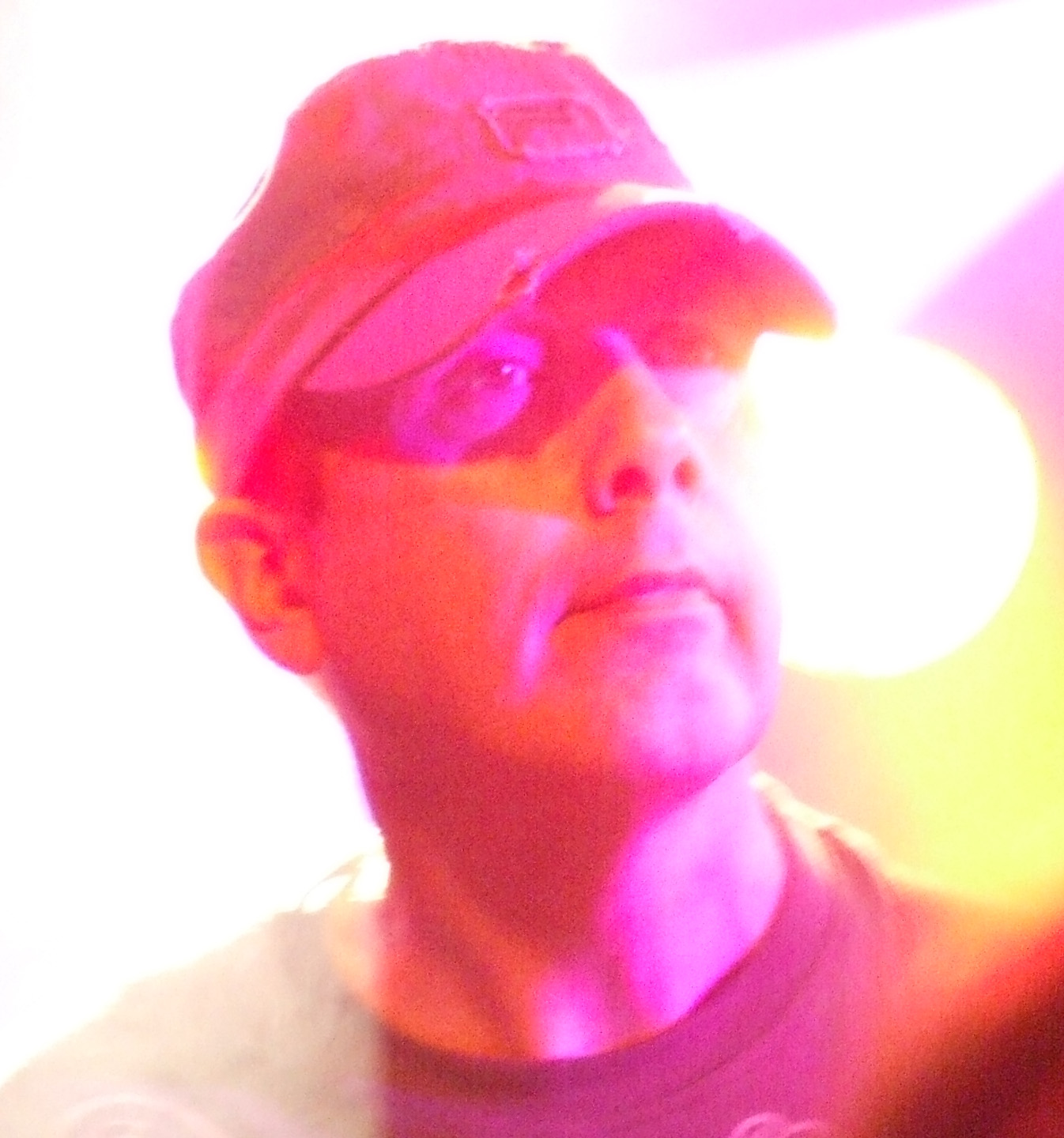
Peter Gee, baixo, 2010

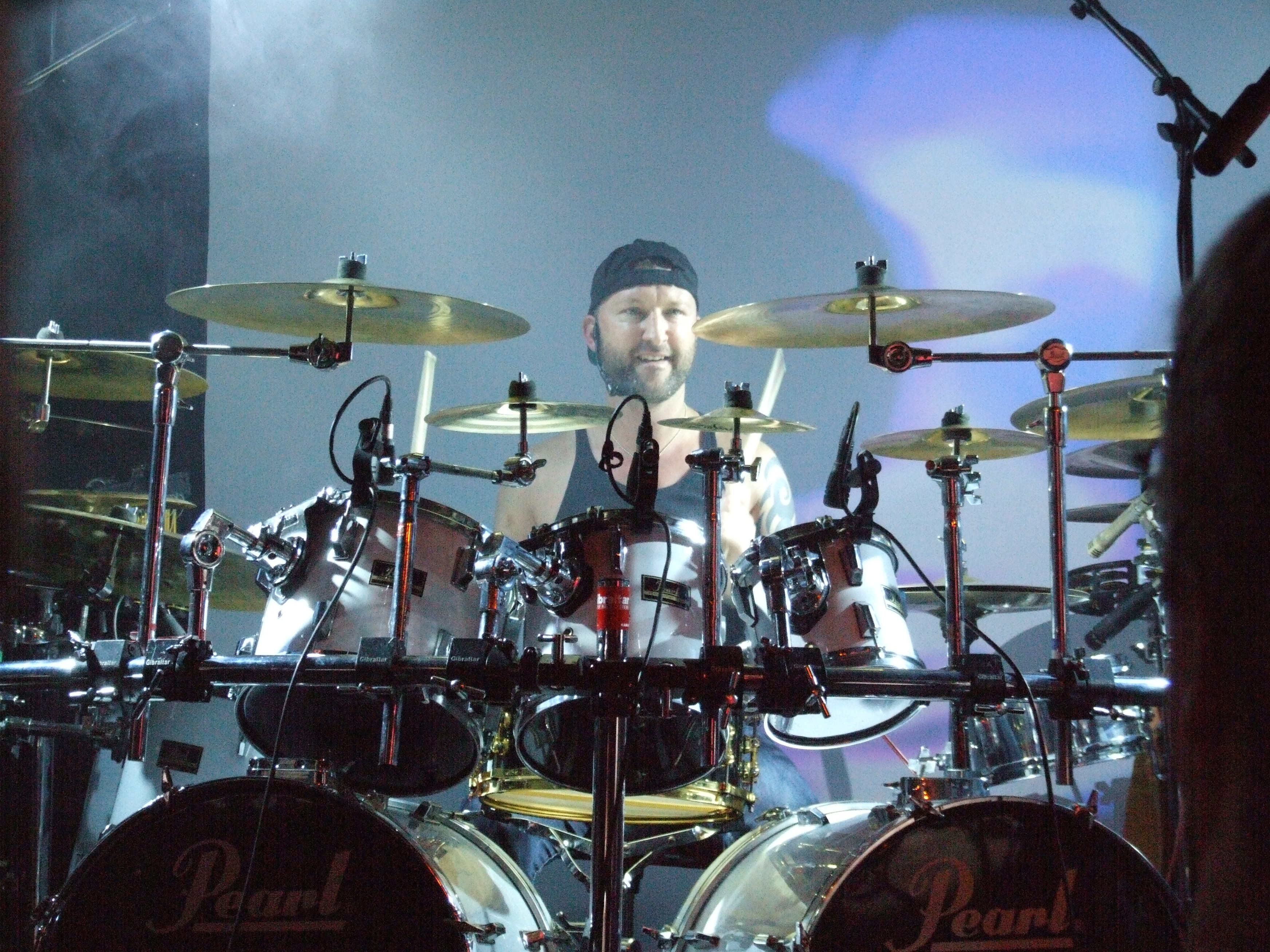
Scott Higham, bateria, 2010

Pendragon é uma banda britância de rock progressivo formada em 1978 em Stroud, Gloucestershire como Zeus Pendragon pelo guitarrista Nick Barrett. O Zeus saiu do nome antes das primeiras gravações. Houve poucas mudanças na formação da banda, mas desde 1986 tornou-se estável. Sua música é caracterizada pela virtuosidade de Barrett na guitarra e por seu vocal passional.

## Integrantes
- Nick Barrett - guitarra e vocal
- Rick Carter - teclado (1978-1986)
- Peter Gee - baixo
- Nigel Harris - bateria (1978-1986)
- Clive Nolan - teclado (1986-atualmente)
- Fudge Smith - bateria (1986-2006)
- Joe Crabtree - bateria (desde 2006-2008)
- Scott Higham- bateria (desde 2008)

## Discografia

### Álbuns e EPs
- Fly High, Fall Far (EP) (1984) (vinil somente)
- The Jewel (1985) (inclui a primeira parte de Fly High, Fall Far, foi remasterizado e relançado com nova capa em 2005)
- 9:15 Live (1986) (inclui a segunda parte de Fly High, Fall Far)
- Kowtow (1988)
- The World (1991)
- The R(B)est of Pendragon (1991) (compilação de singles e Fly High, Fall Far)
- The Window of Life (1993)
- The Very, Very Bootleg: Live in Lille (1993)
- Fallen Dreams and Angels (EP) (1994)
- Utrecht...The Final Frontier (1995) (ao vivo)
- The Masquerade Overture (1996) (versão limitada com disco bônus contendo quatro faixas-extra)
- As Good as Gold (EP) (1996)
- Live in Krakow 1996 (1997)
- Overture 1984 - 1996 (1998) (compilação para os Estados Unidos)
- Once Upon a Time in England Volume 1 (1999) (raridades)
- Once Upon a Time in England Volume 2 (1999) (raridades)
- The History: 1984 - 2000 (2000) (compilação, lançado originalmente na Polônia)
- Not of This World (2001)
- Acoustically Challenged (2002) (versões ao vivo acústicas, versão para Polônia)
- Believe (2005)
- Pure (2008)
- Passion (2011)
- Men Who Climb Mountains (2014)
- Love Over Fear (2020)
- North Star (2023)

The Window of Life e Fallen Dreams and Angels foram relançados em um único disco em 2006.

### DVD
- Live at Last...And More

### CD e DVD combinados
- Liveosity